# Susan George (Schauspielerin)

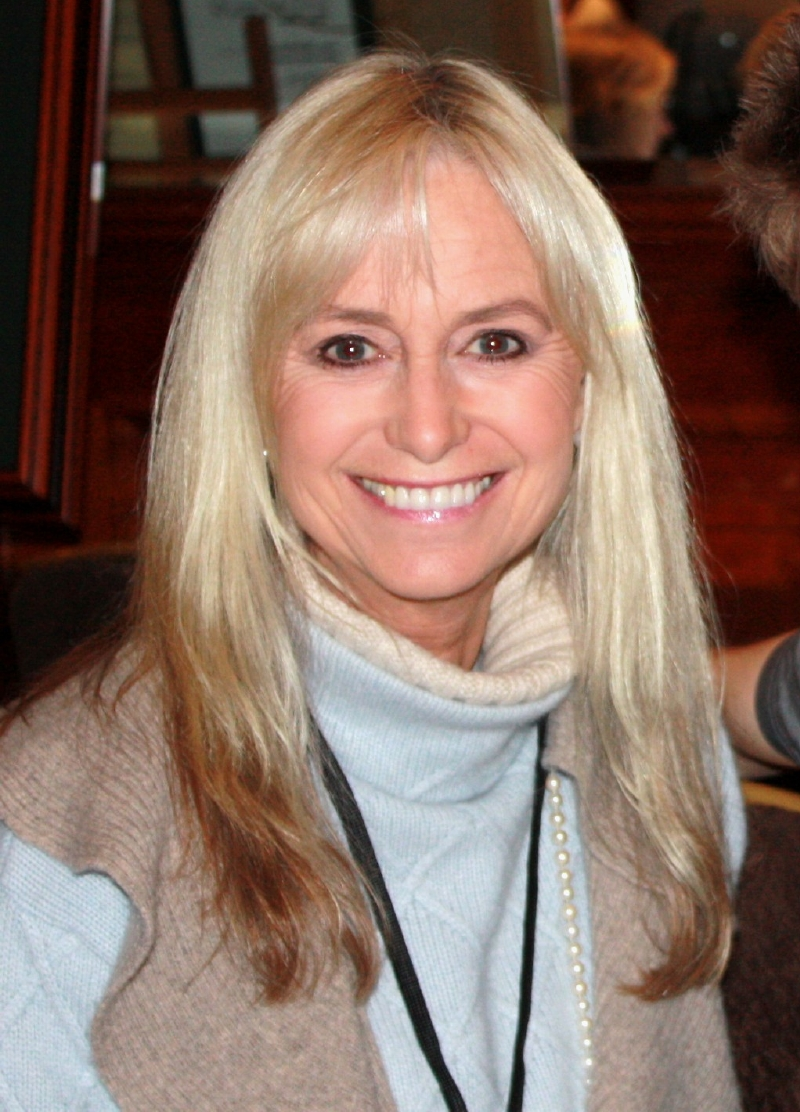
Susan George (2008)

Susan Melody George (* 26. Juli 1950 in London) ist eine britische Film- und Fernsehschauspielerin.

## Leben
George debütierte im Jahr 1963 in der Fernsehserie Swallows and Amazons. Im Kriminalfilm Skandal bei Scotland Yard (1968) spielte sie an der Seite von Michael York eine der größeren Rollen. Im Filmdrama Der Amerikaner (1969), in dem sie neben Charles Bronson spielte, übernahm sie die Titelrolle von Twinky.
George spielte an der Seite von Dustin Hoffman eine größere Rolle im Thriller Wer Gewalt sät (1971) von Sam Peckinpah. Für ihre Rolle im Horrorfilm Das Haus der Verdammten (1982) wurde sie im Jahr 1983 für den Saturn Award nominiert. Im britischen Fernsehfilm The House That Mary Bought (1995) übernahm sie nicht nur die Hauptrolle von Mary Close, sondern wirkte auch als Executive Producer mit.
Die Schauspielerin war von 1984 an mit dem Schauspieler und Regisseur Simon MacCorkindale verheiratet, der im Oktober 2010 starb. Im Jahr 1995 war George auf Platz 72 der Liste von Empire-Magazine's of 100 Sexiest Stars.
Seit 1995 züchtet George am Exmoor National Park Araberstuten – Georgian Arabians genannt – und vertreibt pferdetherapeutische Produkte. Aus dem Schauspielgeschäft hat sie sich seit den 1990er-Jahren schrittweise zurückgezogen.

## Filmografie (Auswahl)
- 1965: Fußballfieber (Cup Fever)
- 1967: Im Banne des Dr. Monserrat (The Sorcerers)
- 1967: Das Milliarden-Dollar-Gehirn (Billion Dollar Brain)
- 1968: All Neat in Black Stockings
- 1968: Knotenpunkt London (Up the Junction)
- 1968: Skandal bei Scotland Yard (The Strange Affair)
- 1969: Der Amerikaner (Twinky)
- 1969: All Neat in Black Stockings
- 1969: Krieg im Spiegel (The Looking Glass War)
- 1970: Die 2 Folge 2: Geschäfte mit Napoleon
- 1970: Hering und Portwein (Spring and Port Wine)
- 1971: Schrei nach Leben (Die Screaming, Marianne)
- 1971: Wer Gewalt sät (Straw Dogs)
- 1972: Die Fratze (Fright)
- 1972: Die rote Sonne der Rache (La banda J.S.: cronaca criminale del Far West)
- 1973: Mandingo
- 1974: Kesse Mary – Irrer Larry (Dirty Mary Crazy Larry)
- 1975: Hass kennt keine Nachsaison (Out of Season)
- 1977: Tintorera – Meeresungeheuer greifen an (Tintorera)
- 1978: Morgen gibt es kein Erwachen (Tomorrow Never Comes)
- 1981: Die schwarze Mamba (Venom)
- 1981: Ninja, die Killer-Maschine (Enter the Ninja)
- 1982: Das Haus der Verdammten (The House Where Evil Dwells)
- 1983: Agenten sterben zweimal (The Jigsaw Man)
- 1988: Jack the Ripper – Das Ungeheuer von London (Jack the Ripper) (Fernsehfilm)
- 1990: The Castle of Adventure
- 1995: The House That Mary Bought
- 2001: EastEnders (Fernsehserie, 25 Folgen)
- 2006: In Your Dreams
- 2009: City of Life